# Mikołaj Bołtuć
Mikołaj Bołtuć (San Pietroburgo, 20 dicembre 1893 – Łomianki, 22 settembre 1939) è stato un generale polacco, già distintosi come ufficiale nel corso della prima guerra mondiale, e poi nella guerra sovietico-polacca.  Nell'ottobre 1939 fu nominato comandante del Gruppo operativo "Wschód" che diresse in guerra dal 1 al 22 settembre. Insignito due volte dell'Ordine Virtuti militari.

## Biografia

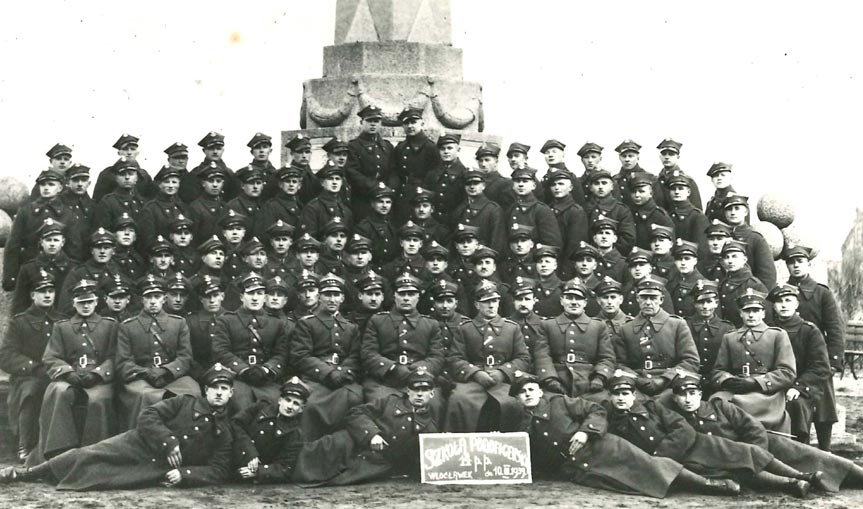
Scuola sottufficiali del 14º Reggimento fanteria nel 1939. Seduti da sinistra in prima fila: 2° Tenente. Ziemowit Kuniński, sottotenente Mieczysław Nejman, il tenente Feliks Stawicki, il capitano Józef Rodzień, colonnello Franciszek Sudoł, colonnello Mikołaj Bołtuć, tenente colonnello Władysław Dzióbek, maggiore Jan Łobza e 2° tenente. Feliks Matczyński.

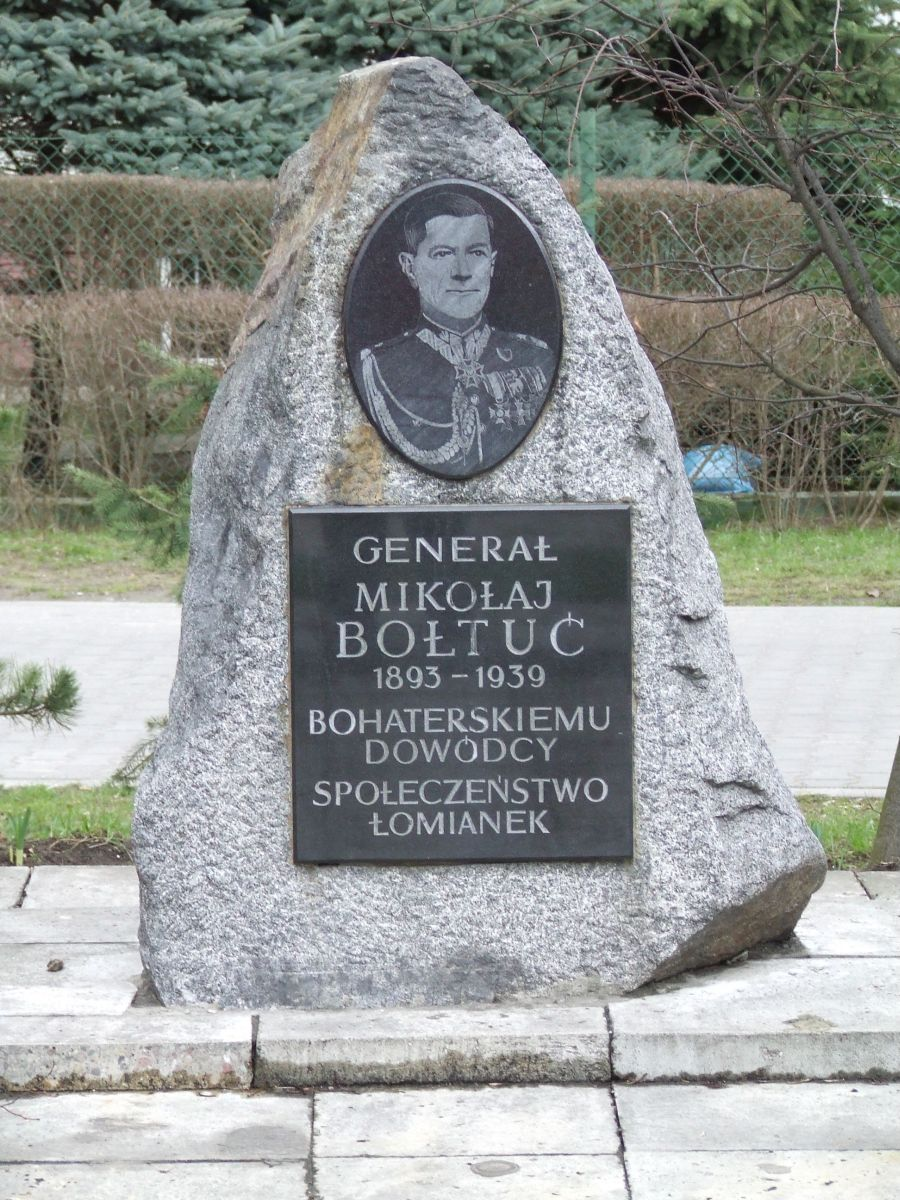
Monumento al generale Mikołaj Bołtuć a Łomianki (prima della ristrutturazione).

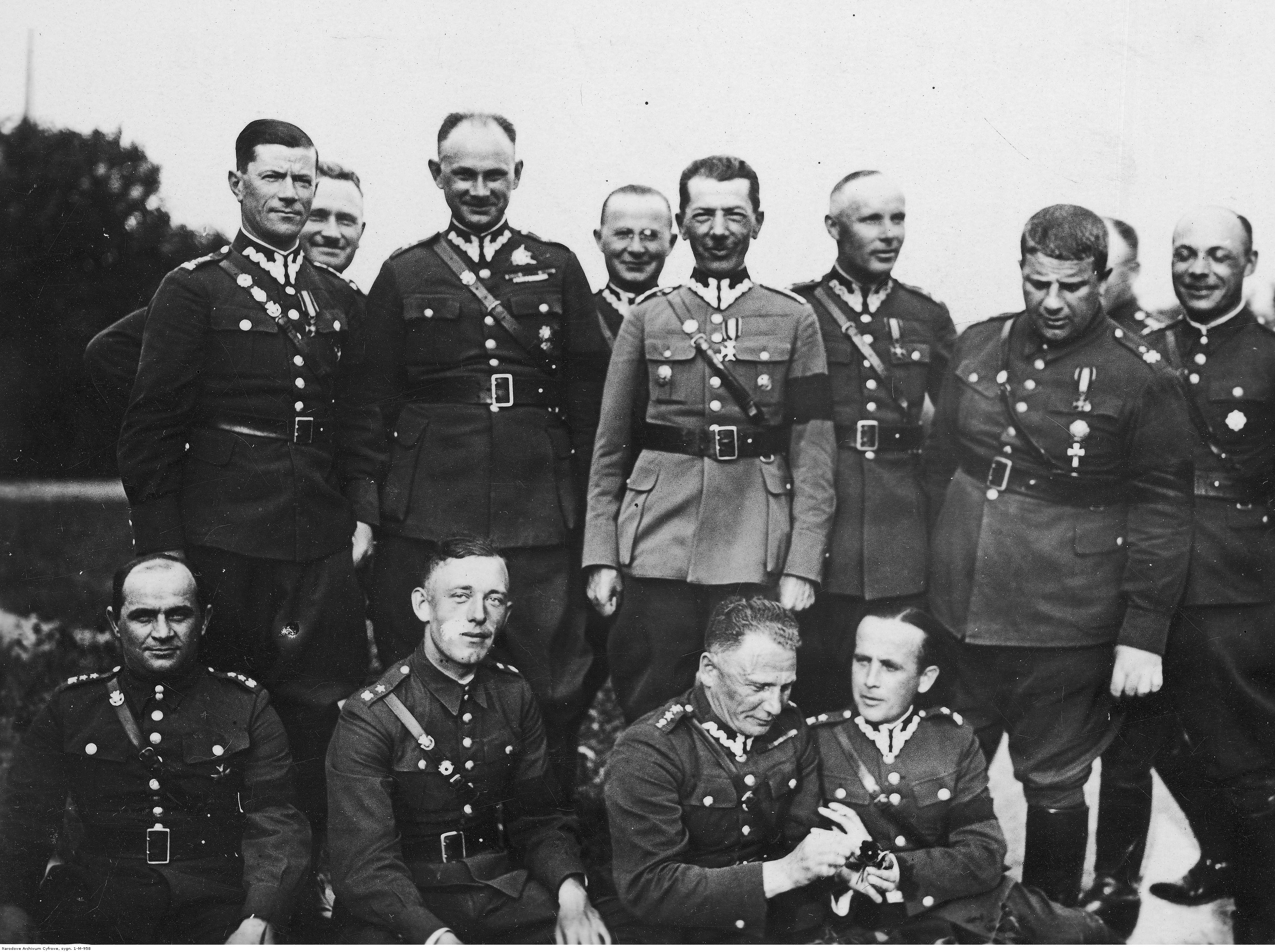
I vincitori del Concorso Internazionale di Mongolfiere per la Coppa Gordon Bennett, il capitano Franciszek Hynek e il tenente Władysław Pomaski dopo l'atterraggio con la mongolfiera "Jabłonna" vicino all'86° Reggimento fanteria a Mołodeczno; giugno 1935. Il capitano Franciszek Hynek (secondo seduto da destra) e il tenente Władysław Pomaski (terzo in piedi da sinistra) in un gruppo di soldati. Sono visibili: il colonnello Mikołaj Bołtuć (in piedi il primo da sinistra), il colonnello Józef Wiatr, il maggiore Ignacy Pilwiński, il sottotenente della riserva Mieczysław Dachowski (stava parlando con Hynek), il maggiore Stanisław Piro. Da Koncern Ilustrowany Kurier Codzienny - Archivio di illustrazioni. Numero di riferimento: 1-M-958.

Nacque a il San Pietroburgo, nell'Impero russo, il 20 dicembre 1893, figlio di Ignacy, un generale, e Anna Łabuńska. Entrò nel Corpo dei Cadetti dall'età di 7 anni (1900); frequentò la scuola media a San Pietroburgo nel 1911, e infine conseguì il brevetto nel Corpo dei cadetti di Omsk e nel 1913 alla Scuola di fanteria Pavlovsk a San Pietroburgo. Nominato sottotenente nel 1913, durante la prima guerra mondiale prestò servizio nell'esercito imperiale russo ricoprendo vari incarichi, e raggiungendo il grado di capitano. Comandò, tra gli altri, un battaglione di fanteria sul fronte tedesco. Partecipò alla campagna di Finlandia (1917), nella quale fu ferito dai gas da asfissianti. Nel dicembre 1917, dopo lo scoppio della rivoluzione d'ottobre, si unì al III Corpo polacco in oriente (gennaio-agosto 1918) e, dopo il suo scioglimento nell'agosto 1918, si unì alla 4ª Divisione fucilieri polacca del generale Lucjan Żeligowski, operante nel sud della Russia. Combatté nelle sue file fino al giugno 1919, partecipando alle battaglie contro gli ucraini nella Piccola Polonia orientale.
Dopo essere tornato in Polonia con la divisione, assunse il comando di una compagnia e poi del I Battaglione nel 31º Reggimento fucilieri Kaniowski, con il quale partecipò alla guerra sovietico-polacca. Nel luglio 1920 prese il comando di questo reggimento, comandandolo, tra l'altro, nella difesa di Zamość contro la Prima armata di cavalleria russa al comando di Semën Michajlovič Budënnyj. La resistenza, durata tre giorni, influenzò il ritardo dell'armata di Budënnyj nel corso della battaglia di Varsavia. Per questo fatto fu insignito della Croce d'argento dell'Ordine Virtuti militari il 21 febbraio 1921. Comandò la cattura di Wyszków da parte delle truppe polacche, descritta da Stefan Żeromski nel libro Na Plebani w Wyszkowie.
Nel periodo dal 1 novembre 1921 all'ottobre 1922 frequentò il corso di formazione presso la Scuola di Guerra di Varsavia. Ha poi ricoperto diversi incarichi di staff; capo del III dipartimento dell'Ufficio del Consiglio di Guerra, e capo del dipartimento del comando "Est". Il 31 marzo 1924 fu promosso tenente colonnello.
Dal 1926 prestò servizio come ufficiale con incarichi speciali presso l'Ufficio dell'Ispettore Generale delle Forze Armate. Nel giugno 1927 fu trasferito al Korpus Ochrony Pogranicza (KOP) e nominato comandante della 6ª semibrigata di protezione delle frontiere.  In questa posizione fu promosso dal Presidente della Repubblica di Polonia, Ignacy Mościcki, al grado di colonnello, con anzianità dal 1° gennaio 1928.  Nel luglio 1929, dopo la riorganizzazione del KOP,  fu nominato comandante della Brigata KOP "Grodno". Nel giugno 1930 fu trasferito dal KOP e nominato comandante della 19ª Divisione fanteria a Vilnius che comandò a partire all'ottobre di quell'anno.
Negli anni venti del XX secolo fu vicepresidente del Club Automobilistico e Motociclistico Militare.  Sostenitore dell'apoliticità dell'esercito, non era religioso, si opponeva al dominio dei legionari e sosteneva la limitazione delle spese di rappresentanza; questi fattori hanno rallentato il progresso della sua carriera militare. Dal 1936 comandò la 4ª Divisione fanteria a Toruń. Nell'ottobre 1938, al comando della divisione combinata Pomerania-Poznań, prese parte all'operazione Zaolzie. Il 19 marzo 1939 fu promosso al grado di generale di brigata.
Nell'agosto 1939 prese il comando del Gruppo operativo "Wschód" (4ª e 16ª Divisione fanteria) dell'Armata "Pomorze" comandata dal generale Władysław Bortnowski. Inizialmente il suo compito era quello di coprire un'eventuale dimostrazione di forza polacca in caso di tentativi tedeschi di assumere il controllo di Danzica. A seguito dell'aggravarsi della situazione, il compito del GO "Wschód" era quello di difendere la parte meridionale della Pomerania polacca, sulla linea Osa-Lago Mieliwo-Lago Sosno-Lago Zbiczno-Lago Bachotek-Drwęca fino al confine di stato. Dopo lo scoppio della guerra partecipò alla testa del GO "Wschód" alla battaglia della foresta di Tuchola e poi, insieme alle rimanenti forze dell'Armata "Pomorze", si ritirò verso sud-est. L'11 settembre lui e le sue forze al suo comando raggiunsero l'area della battaglia del fiume Bzura. Partecipò all'attacco all'ala sinistra dell'esercito polacco, e le forze della 16ª Divisione fanteria presero il controllo di Łowicz. Il 14 settembre, dopo aver raggiunto Modlin con il resto del suo gruppo operativo, a seguito delle segnalazioni di unità corazzate tedesche in avvicinamento da Varsavia, emanò l'ordine di ritirarsi sulla sponda settentrionale del fiume Bzura. A capo di un gruppo improvvisato di truppe, composto da circa 5.000 soldati, partecipò a battaglie difensive e dal 17 settembre a battaglie di ritirata verso la Capitale. Il 22 settembre, durante il tentativo di sfondare in direzione di Varsavia dalla zona di Palmiry, vicino a Łomianki scoppiò una sanguinosa battaglia durata più ore. L'attacco polacco fallì per mancanza di munizioni e il generale morì sotto il fuoco dei cecchini, guidando personalmente i soldati in un attacco alla baionetta. Fu insignito postumo della Croce d'oro dell'Ordine Virtuti militari.
Le sue parole sul generale Bortnowski, comandante dell'Armata "Pomorze", sono passate alla storia: Mi dispiace che nei primi giorni di guerra, durante la battaglia nella foresta di Tuchola, non gli ho piantato una pallottola in testa e non ho preso il comando e, se muoio, non ho fatto sapere a tutti che io e l'armata siamo morti a causa di questo figlio di una stronza.... Fu sepolto nel cimitero militare Powązki a Varsavia (lotto A 10, fila 1, tomba 10). Come riferì nel 1945 il tenente colonnello Jan Topczewski. Comandante del 146° Reggimento fanteria, una delegazione di prigionieri di guerra polacchi, di cui Topczewski era membro, partecipò ai funerali del generale Bołtuć.
Nel 1925 aveva sposato Maria Wesołowska (1905-1964), infermiera della ZWZ e dell'AK, insignita della Croce al merito con le spade. I suoi figli furono Irena Bołtuć-Hausbrandt (1925-2000), partecipante alla Rivolta di Varsavia, assistente professore alla Scuola nazionale polacca di cinema di Łódź, esperta di teatro e traduttrice e l'architetto Andrzej Bołtuć (1929-2009).